# محمد سلماوي
محمد سلماوي، أديب مصري، درس اللغة الإنجليزية بكلية الآداب - جامعة القاهرة، وتخرج فيها عام 1966، ثم حصل على دبلوم مسرح شكسبير بجامعة أكسفورد بإنجلترا عام 1969، ثم التحق بالجامعة الأمريكية بالقاهرة وحصل على درجة الماجستير في الاتصال الجماهيري عام 1975.
وكان محمد سلماوي قد عين مدرسًا للغة الإنجليزية وآدابها بكلية الآداب - جامعة القاهرة عام 1966، وفي عام 1970 انتقل إلى جريدة الأهرام ليعمل بها محررًا للشئون الخارجية، وفي عام 1988 انتدب وكيلاً لوزارة الثقافة للعلاقات الخارجية. وفي عام 1991 عين مديرًا للتحرير بجريدة «الأهرام ويكلي» الصادرة باللغة الإنجليزية، ثم عين رئيسًا للتحرير بجريدة «الأهرام إبدو» الصادرة بالفرنسية. وإلى جانب ذلك عمل محمد سلماوي كاتبًا بجريدة «الأهرام» اليومية، ورئيسا لمجلس أمناء صحيفة «المصري اليوم»، اليومية المصرية المستقلة، ثم رئيسا لمجلس تحرير الصحيفة، في الثالث من يناير، من العام 2014.

## مؤلفاته

### في المسرح
- «فوت علينا بكرة ؛ اللى بعده» (1983)
- «القاتل خارج السجن» (1985)
- «سالومي» (1986)
- «اثنين تحت الأرض» (1987)
- «الجنزير» (1992)
- «رقصة سالومي الأخيرة» (1999).

### في القصة
- «الرجل الذي عادت إليه ذاكرته» (1983)
- «باب التوفيق» (1994)
- «وفاء إدريس وقصص فلسطينية أخرى» (2000)

### في الرواية
- «أجنحة الفراشة» (2011)، التي تنبأت باندلاع ثورة 25 يناير المصرية، في العام نفسه، الذي شهد ميلاد عمله الإبداعي.
- «الخرز الملون» (1990).
- «أوديب في الطائرة» الصادرة عن دار الكرمة (2024).[2][3]

### في الترجمة
- «الأمير الصغير» تأليف: أنطوان دو سانت اكزوبيري (2019).[4]

### مذكرات
- «يوماً أو بعض يوم 1945-1981». (2017).[5]
- «العصف والريحان: مذكرات 1981-2015». (2021).[6]

### مؤلفات أخرى
- «مسدس الطلقة الواحدة! مصر تحت حكم الإخوان». (2015).[7]

## تقديرات
وقد حصل محمد سلماوى على العديد من الأوسمة والجوائز منها:
- جائزة الدولة التقديرية، في الآداب، عام 2012م.
- وسام التاج الملكى البلجيكي من الملك ألبير الثاني، عام 2008م.
- وسام الاستحقاق من الرئيس الإيطالي كارلو تشامبى، عام 2006م.
- وسام الفنون والآداب الفرنسي، عام 1995.
- وحصلت مسرحيته «رقصة سالومي الأخيرة» على جائزة لجنة التحكيم بمهرجان قرطاج المسرحي عام 1999م.
- وفازت مسرحية «الجنزير» بجائزة أفضل نص مسرحي ضمن جوائز معرض القاهرة الدولي للكتاب وذلك خلال افتتاح المعرض عام 1996م.
- حصلت مسرحيته «سالومي» علي درع مهرجان جرش الدولي بالأردن عام 1989م.
- اختيرت مسرحيته «فوت علينا بكرة» كأفضل عرض مسرحي لعام 1984 في المهرجان الأول للمسرح العربي.[8]

حفاوة بـ«صاحب نبوءة 25 يناير»
وفي الثالث من يناير 2014، استقبلت أسرة تحرير «المصرى اليوم» «سلماوي»، رئيسا لمجلس تحرير المؤسسة، مسؤولاً عن إصدارها الأول، وذكرت الصحيفة، في افتتاحيتها، إن محمد سلماوى، أحد أبرز كتاب الجريدة منذ إنشائها، وأسهم في تحديد ومتابعة إستراتيجية المؤسسة على مختلف المستويات. وأضافت: «ربما كان محمد سلماوى آخر أبناء الجيل الذي تربى على أيدى صحفى مصر الأول وأستاذها الكبير محمد حسنين هيكل، الذي اختاره للعمل بـ (الأهرام) عام 1970 إلى أن أخرجه منها حكم جماعة الإخوان عام 2012، حين أنهت رئاسة الجريدة تعاملها معه ككاتب بشكل نهائى غير لائق وبلا كلمة شكر».
وتابعت الجريدة: «خلال فترة عمل محمد سلماوى بـ (الأهرام)، والتي امتدت لأكثر من 40 عاماً، عمل محرراً للشؤون الخارجية وخبيراً بمركز الدراسات السياسية والاستراتيجية وعضواً بالديسك المركزى، كما شارك في تأسيس جريدة (الأهرام ويكلى)، الناطقة بالإنجليزية، وكان مديراً لتحريرها، ثم أسس عام 1994 جريدة (الأهرام إبدو)، الناطقة بالفرنسية، والتي ظل رئيساً لتحريرها إلى أن ترك رئاسة التحرير بإرادته عام 2010 التزاماً بقانون الصحافة، الذي نص على عدم تولى المناصب القيادية بعد السن القانونية، وذلك بالمخالفة لما كان متبعاً في ذلك العهد».
وأضافت الصحيفة:«جمع محمد سلماوى بتكوينه الفكرى الموسوعي بين الصحافة والأدب وبين الثقافة والسياسة، فهو الأديب الروائى الذي تنبأ بثورة 25 يناير في رواية (أجنحة الفراشة)، وهو الكاتب المسرحى الذي كان أول من تصدى للإرهاب باسم الدين في مسرحية (الجنزير)، وهو رئيس اتحاد كتاب مصر، والأمين العام لاتحاد الأدباء والكتاب العرب، وقد انتخب في العام الماضى أميناً عاماً لاتحاد كتاب أفريقيا وآسيا، كما انتخبه أعضاء لجنة الـ50 لكتابة الدستور بالتزكية متحدثاً رسمياً باسم اللجنة طوال فترة عملها».

## صدر عنه
كتب صدرت عنه أو ورد بها دراسة عن أعماله
- مسرح المواجهة: قراءة في مسرح محمد سلماوى - تأليف خليل الجيزاوى - الهيئة المصرية العامة للكتاب - 2004م.
- عبثية الواقع.. وواقعية العبث - تألف الدكتور عثمان الحمامصى - الهيئة المصرية العامة للكتاب - 2004م.
- أصداء «الجنزير» بأقلام: د. جابر عصفور، أحمد عبد المعطى حجازي، ألفريد فرج، سامى خشبة رجاء النقاش، وأخرين - دار «ألف» للنشر 1996م.
- المسرح المصري في الثمانينات - تأليف الدكتور مصطفى عبد الغنى - الهيئة المصرية العامة للكتاب - 1995م.
- العبث والواقع: مسرح محمد سلماوى بأقلام: د. لويس عوض، د. نعيم عطية، سعد أردش، د.غالى شكرى، وأخرين - دار «ألف» للنشر - 1992م.
- أدب الفساد الجميل - تأليف جمال فاضل - الهيئة المصرية العامة للكتاب – 1987.

موسوعات ودوائر معارف ورد بها إسمه
- دائرة Who`s Who in the World، شيكاغو، الولايات المتحدة.
- دائرة Who`s Who in the Arab World العالمية، لندن، إنجلترا.
- دائرة Who`s Who ? Namenstexte Der Prominenz aus Politik , Wirtschaft und Cultur
- دار نشر إعلانات الصناعة والاقتصاد، برلين، ألمانيا.
- دائرة Men of Achievement، كمبردج، إنجلترا.
- دائرة Men & Women of Distinction، كمبردج، إنجلترا.

رسائل أكاديمية أعدت عنه
الجامعة الأمريكية بالقاهرة - كلية الأدب الأنجليزى والأدب المقارن - رسالة ماجستير
اسم البحث: سالومى بين أوسكار وايلد ومحمد سلماوى
الباحثة: منيرة جمال سليمان
المشرف: أ.د. فريال غزول
السنة: 1993
- جامعة ليدز البريطانية - كلية الأدب الأنجليزى - رسالة دكتوراه
اسم البحث: تأثير مسرح العبث على الدراما العربية
الباحثة: حنان الغفرى
السنة: 1996
- أكاديمية الفنون - المعهد العالى للفنون المسرحية - قسم التمثيل والإخراج - رسالة دكتوراه
اسم البحث: دراسة في تقنيات الإخراج المسرحى بين الواقعية والعبثية في المسرح المصري في الفترة من 1965-1985
الباحث: عثمان محمود الحمامصى
المشرف: أ.د . سعد أردش
السنة: 1998
- جامعة حلوان - الفرقة الرابعة كلية الآداب - قسم المسرح - شعبة النقد
اسم البحث: التحريض السياسى في مسرح محمد سلماوى
الباحثة: رشا محمد زيدان سلامة
المشرف: أ.د. حسن عطية
السنة: 2001-2002
- أكاديمية الفنون - المعهد العالى للفنون المسرحية - قسم الدراما والنقد - رسالة بكالوريوس
اسم البحث: تطور مفهوم البطل دراميا وفكريا عند محمد سلماوى
الباحث: أحمد مرسى حافظ مرسى
المشرف: أ. د . حسن عطية
السنة: 2003-2004
- الجامعة العبرية بالقدس - قسم الدراسات الإسلامية ودراسات الشرق الأوسط - رسالة ماجستير
اسم البحث: الجوانب الاجتماعية والسياسية في أعمال محمد سلماوى
الباحثة: نعمة أفياد
المشرف: أ.د. جبرييل روزنباوم
السنة: 2005
- جامعة الدول العربية - معهد البحوث والدراسات العربية - قسم الدراسات الأدبية واللغوية- رسالة دكتوراه
اسم البحث: المسرح السياسى في مصر ودوره في تشكيل منظومة القيم الدرامية (1967-1981)
الباحث: توفيق موسى على اللوح
المشرف: أ.د. أحمد ذكى
السنة: 2005.

## العضويات والمشاركات
- مثل مصر في عشرات المؤتمرات والمهرجانات الدولية الثقافية والأكاديمية في مختلف دول العالم .
- أجريت معه لقاءات في مختلف وسائل الإعلام الدولية مثل صحف الواشنطن بوست ولوموند وكانبيرا تايمز والجارديان وتايمز أوف إنديا وشبكات NBC وCBS وهيئة الإذاعة البريطانية BBC وإذاعة مونت كارلو وCNN وغيرها .
- انتخب عضوا بمجلس نقابة الصحفيين ورأس اللجنة الثقافية بها (1984-1988)
- أسس مهرجان القاهرة الدولى للمسرح التجريبى وكان أول أمين عام له (1988)
- اختاره الكاتب الكبير نجيب محفوظ ممثلا شخصيا له في احتفالات نوبل في ستوكهولم (1988) حيث ألقي خطابه أمام الأكاديمية السويدية بالعربية والإنجليزية .
- شارك في تأسيس جريدة «الأهرام ويكلى» الصادرة بالإنجليزية (1991)، وأسس جريدة «الأهرام إبدو» الصادرة بالفرنسية (1994)
- اختير عضوا بالمجلس الأعلى للثقافة (لجنة المسرح) 1996-2003
- أسس أول جمعية أهلية في العالم العربي للدفاع عن الصورة العربية في الخارج وهي «جمعية الدفاع العربى» التي أشهرت برقم 457 لسنة 2000 وكان أول رئيس لها.
- عين مفوضا عاما عن الجانب المصري للإشراف على احتفالات عام مصر إيطاليا (2003)
- أختير عضوا بلجنة التحكيم بمهرجان FIPA الدولى بفرنسا للأفلام والبرامج التلفزيونية (2003)
- اختير عضوا بلجنة تحكيم مهرجان القاهرة السينمائي الدولى (2003)
- رأس لجنة تحكيم مهرجان Medfilm السينمائي الدولى لأفلام البحر الأبيض المتوسط في روما (2004).
- رأس لجنة تحكيم المهرجان القومى للأفلام الروائية بالقاهرة (2004)
- انتخب رئيسا لإتحاد كتاب مصر (2005)
- انتخب أمينا عاما للاتحاد العام للأدباء والكتاب العرب (2006)
- أسس محمد سلماوي مهرجان القاهرة الدولي للمسرح التجريبي عام 1988م، وكان أول أمين عام للمهرجان.
- أجرى العديد من الحوارات مع الكاتب الكبير نجيب محفوظ، وتم نشر هذه الحوارات وترجمتها إلى اللغتين الإنجليزية والفرنسية، وقد اختار نجيب محفوظ محمد سلماوي ممثلاً شخصيًا له في احتفالات نوبل في ستوكهولم عام 1988.[9]

## العائلة
متزوج من الفنانة التشكيلية نازلي مدكور، وله ولد وبنت وحفيد واحد.